# Sint-Honoratuskerk (Crecques)
De Sint-Honoratiuskerk (Frans: Église Saint-Honoré) is de parochiekerk van het in het Franse departement Pas-de-Calais gelegen dorp Crecques.
Deze kerk werd in de 16e eeuw gebouwd en in de 17e eeuw gewijzigd. In deze situatie werd de kerk afgebeeld in de Albums de Croÿ. De parochie van Crecques werd na 1801 toegevoegd aan die van Mametz. Van 1882-1883 werd de kerk grondig gewijzigd naar ontwerp van Jules Colbrant.

## Gebouw
De huidige voorgebouwde toren dateert van 1882-1883, het eenbeukig schip bevat nog delen van het 16e- en 17e-eeuwse bouwwerk.
Het kerkmeubilair is neogotisch, met uitzondering van een 18e-eeuws gepolychromeerd Sint-Rochusbeeld.